# Ribes densiflorum
Ribes densiflorum är en ripsväxtart som beskrevs av Rodolfo Amando Philippi. Ribes densiflorum ingår i släktet ripsar, och familjen ripsväxter. Inga underarter finns listade i Catalogue of Life.